# Статуя Зевса в Олимпии

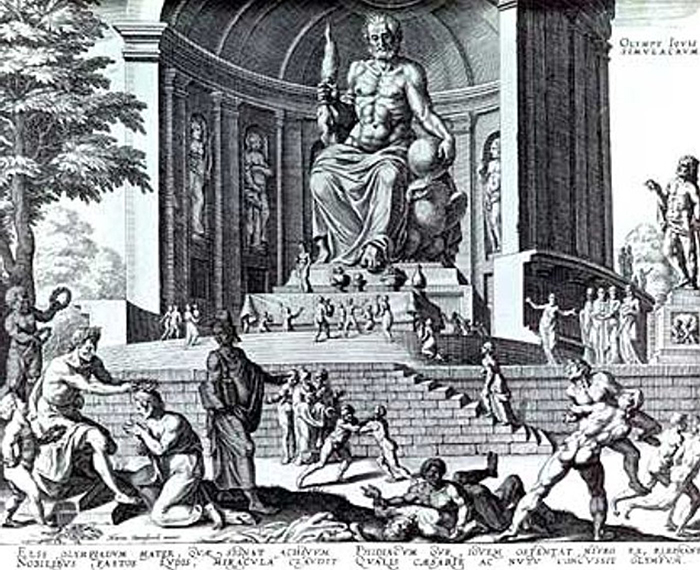
Статуя Зевса Олимпийского. Гравюра Филиппа Галле.

Статуя Зевса в Олимпии — единственное из Семи чудес света, которое располагалось в материковой части Европы (в городе Олимпия). Статуя Зевса в Олимпии — третье чудо света Древнего мира. Была воздвигнута в V веке до нашей эры. Она была изготовлена из золота, дерева и слоновой кости, в так называемой хрисоэлефантинной технике. Мраморный храм Зевса превосходил по размерам все существовавшие на тот момент храмы.

## Создание храма
Олимпийские игры, проводившиеся вот уже 300 лет в честь бога Зевса, пользовались огромной популярностью у народа. Несмотря на это, в Греции не было главного храма Зевса и лишь в 470 г. до н. э. начали собирать пожертвования на его строительство.

## Описание храма
Весь храм, включая крышу, был построен из мрамора. Массивную крышу здания размером 27 на 64 м поддерживали 34 колонны, выполненные из известняка. Каждая была высотой в 10,6 метра и толщиной более 2 метров. Статую Зевса возвёл Фидий. На мраморных фронтонах и наружных стенах храма располагались плиты с изображениями 12 подвигов Геракла. Бронзовые двери высотой в 10 метров открывали вход в культовое помещение храма.
В V веке до н. э. граждане Олимпии решили построить храм Зевса. Величественное здание возводилось между 466 и 456 годами до н. э. Оно было сооружено из огромных каменных блоков. В течение нескольких лет после окончания строительства в храме не было достойной статуи Зевса, хотя довольно скоро решили, что она необходима. В качестве создателя статуи был избран знаменитый афинский скульптор Фидий.

## Создание статуи
Строительство храма заняло около 10 лет. Но статуя Зевса появилась в нём не сразу. Греки решили пригласить знаменитого афинского скульптора Фидия для создания статуи Зевса. Фидий успел к этому времени создать две знаменитые статуи Афины («Афину Промахос» и «Афину Парфенос»). Ни одно из его творений до нашего времени не сохранилось. По его приказу была построена мастерская в 80 метрах от храма, которая точно соответствовала размеру храма. Там он работал над статуей Зевса вместе с учеником Колотом и братом Паненом за огромным пурпурным занавесом и создал статую бога-громовержца в хрисоэлефантинной технике. Сам Фидий был очень придирчив к материалу, который ему доставляли. Особенно он был придирчив к слоновой кости, из которой он создал тело бога. Затем под усиленной охраной в храм к ногам громовержца внесли драгоценные камни и 200 кг чистого золота. Сама статуя сделана из дерева, которое покрыто слоновой костью, одежда была сделана из золота.

## Описание статуи

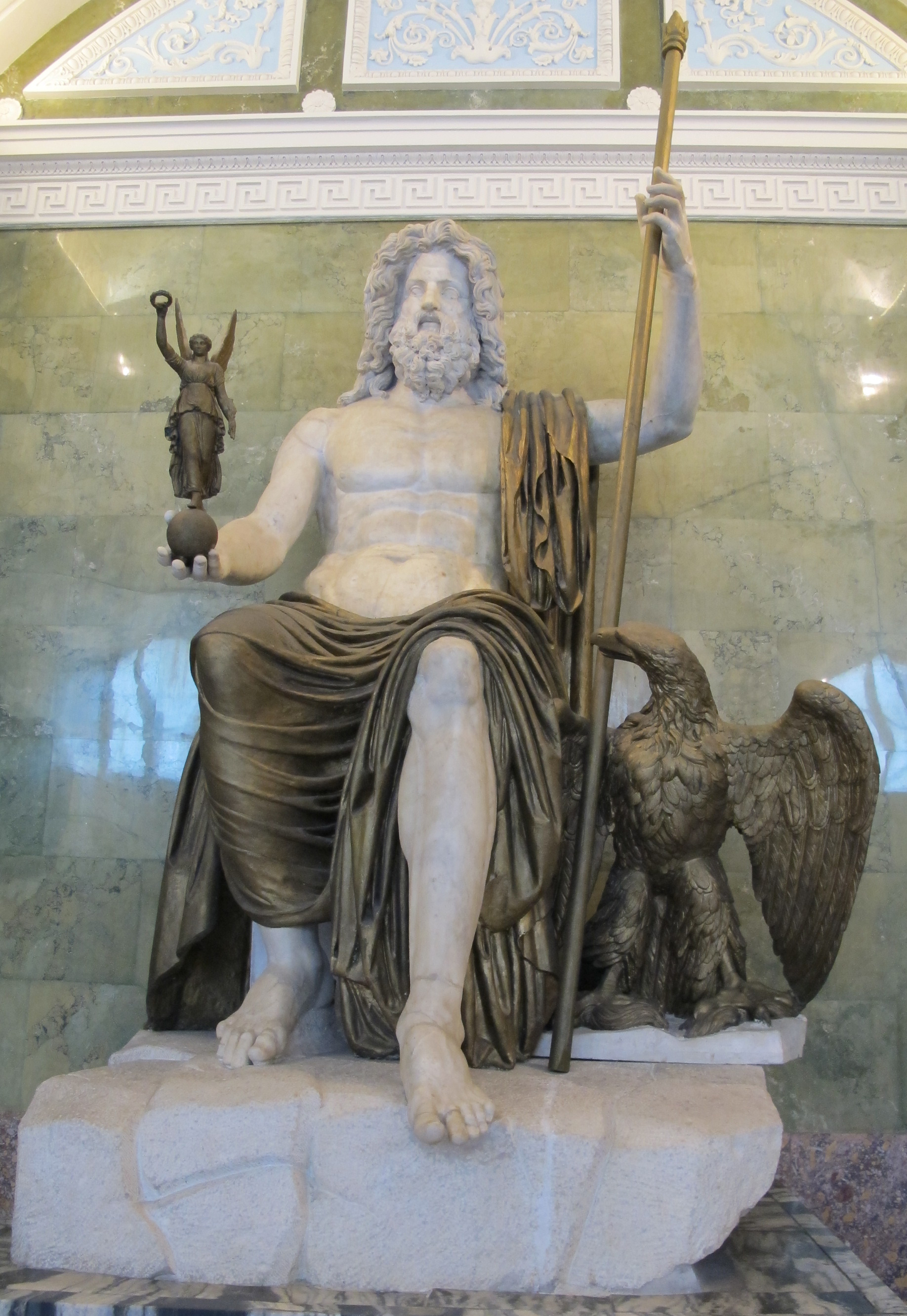
Римская статуя Юпитера, считающаяся наиболее приближённой к греческому оригиналу.
Эрмитаж, Санкт-Петербург

Золотом покрыты накидка, которая закрывала часть тела Зевса, скипетр с орлом, который он держал в левой руке, статуя богини победы — Ника, которую он держал в правой руке, и венок из ветвей оливы у Зевса на голове. Ноги Зевса покоились на скамеечке, которую поддерживали два льва. Рельефы трона прославляли, в первую очередь, самого Зевса. На ножках трона были изображены четыре танцующие Ники. Также были изображены кентавры, лапифы, подвиги Тесея и Геракла, фрески, изображающие битву греков с амазонками. Основание статуи имело 6 метров в ширину и 1 метр в высоту. Высота всей статуи вместе с пьедесталом составляла, по разным данным, от 12 до 17 метров. Создавалось впечатление, «что если бы он (Зевс) захотел бы встать с трона, то снёс бы крышу». Глаза Зевса были размером с кулак взрослого человека.

«Бог сидит на золотом троне, его фигура сделана из золота и слоновой кости, на голове у него венок как бы из ветвей маслины, на правой руке он держит богиню победы, сделанную также из слоновой кости и золота. У неё на голове повязка и венок. В левой руке бога скипетр, украшенный всякого рода металлами. Сидящая на скипетре птица — орёл. Обувь бога и верхняя одежда — также из золота, а на одежде — изображения разных животных и полевых лилий»
— Павсаний. «Описание Эллады».

## Открытие статуи
В 435 году до н. э. состоялось торжественное открытие статуи. На Зевса пришли посмотреть самые влиятельные люди Греции. Они были поражены увиденным. Глаза громовержца ярко сверкали. Создавалось такое впечатление, что в них рождаются молнии. Вся голова и плечи бога сверкали божественным светом. Сам Фидий ушёл в глубину храма и оттуда наблюдал за восторженной публикой. Для того, чтобы голова и плечи громовержца сверкали, он приказал вырубить у подножья статуи прямоугольный бассейн. Поверх воды в нём наливалось оливковое масло: поток света из дверей падает на тёмную маслянистую поверхность, и отражённые лучи устремляются вверх, освещая плечи и голову Зевса. Возникала полная иллюзия того, что этот свет льётся от бога к людям. Говорили, что сам громовержец спустился с небес, для того, чтобы позировать Фидию.
По преданию, когда статуя была окончена, Фидий обратился к богу с молитвой: дать зна́мение, угодна ли ему новая работа, — разразившаяся вскоре молния ударила в мраморный пол, и с тех пор на том месте стояла специальная медная чаша.
Судьба самого Фидия до сих пор осталась неизвестной. По одной версии он, спустя 3 года, был осуждён и брошен в тюрьму, где и умер вскоре. По другой версии он прожил ещё 6—7 лет, став на старости лет изгоем, и умер в забвении.

## Судьба третьего чуда света
Статуя пострадала после землетрясения во II веке до н. э., затем была отреставрирована скульптором Димофоном.
Согласно Светонию, около 40 года н. э. римский император Калигула хотел перенести статую Зевса к себе в Рим: «Он распорядился привезти из Греции изображения богов, прославленные и почитанием и искусством, в их числе даже Зевса Олимпийского, — чтобы снять с них головы и заменить своими», когда же приступили к исполнению «статуя Юпитера, которую он приказал разобрать и перевезти в Рим, разразилась вдруг таким раскатом хохота, что машины затряслись, а работники разбежались». В скором времени император был убит.
Лукиан Самосатский упоминает о серьёзных повреждениях статуи в конце II века, во время гражданских смут и дерзких набегов северных соседей:

Я уже не говорю, как часто грабят твой храм; даже у тебя самого обломали руки в Олимпии, а ты, высокогремящий, поленился поднять собак на ноги или созвать соседей, чтобы, сбежавшись на крики, они захватили грабителей, приготовлявшихся бежать. Но, благородный, титанобоец и гигантоборец, ты сидел, держа в правой руке перун в десять локтей, пока они обстригали тебе кудри.— Лукиан Самосатский, «Тимон, или мизантроп»
В 391 году н. э. римляне, после принятия христианства, закрыли греческие храмы. Император Феодосий I, утверждавший христианство, запретил язычникам не только публичные богослужения и жертвоприношения, но даже и просто вход в языческие храмы, каравшийся смертью. Вставал вопрос об имуществе языческих храмов, многие из которых, в том числе и храм Зевса Олимпийского, были весьма состоятельны. После многочисленных войн и грабежей, последовавших за смертью Феодосия, от храма Зевса Олимпийского осталось только основание, некоторые колонны и скульптуры.
Последнее упоминание о статуе относится к 363 году н. э. В XI веке византийский историк Георгий Кедрин записал местное «предание», согласно которому в начале V века н. э. статуя Зевса была ещё цела. По его сведениям, её перевезли в Константинополь и установили во дворце Лавса, где она сгорела во время пожара в 475 году. По другой версии, статуя погибла вместе с храмом от пожара в 426 году.

## Данные археологии
Приблизительная дата создания статуи (третья четверть V века до н. э.) подтвердилась при археологических работах в мастерской Фидия (1954—1958), которую удалось обнаружить благодаря более-менее точному описанию её места у Павсания. Археологи нашли здесь некоторые приспособления, нужные для обработки золота и слоновой кости, крошки драгоценных камней, костяные щепы и множество терракотовых форм для литья. Формы использовались особенно при создании сложных складок драпировки статуи, которые затем покрывались тонким слоем золота. Чаша с надписью «ΦΕΙΔΙΟΥ ΕΙΜΙ» — «Я ПРИНАДЛЕЖУ ФИДИЮ» — также была найдена здесь.